# Skjutningen i Field's köpcentrum

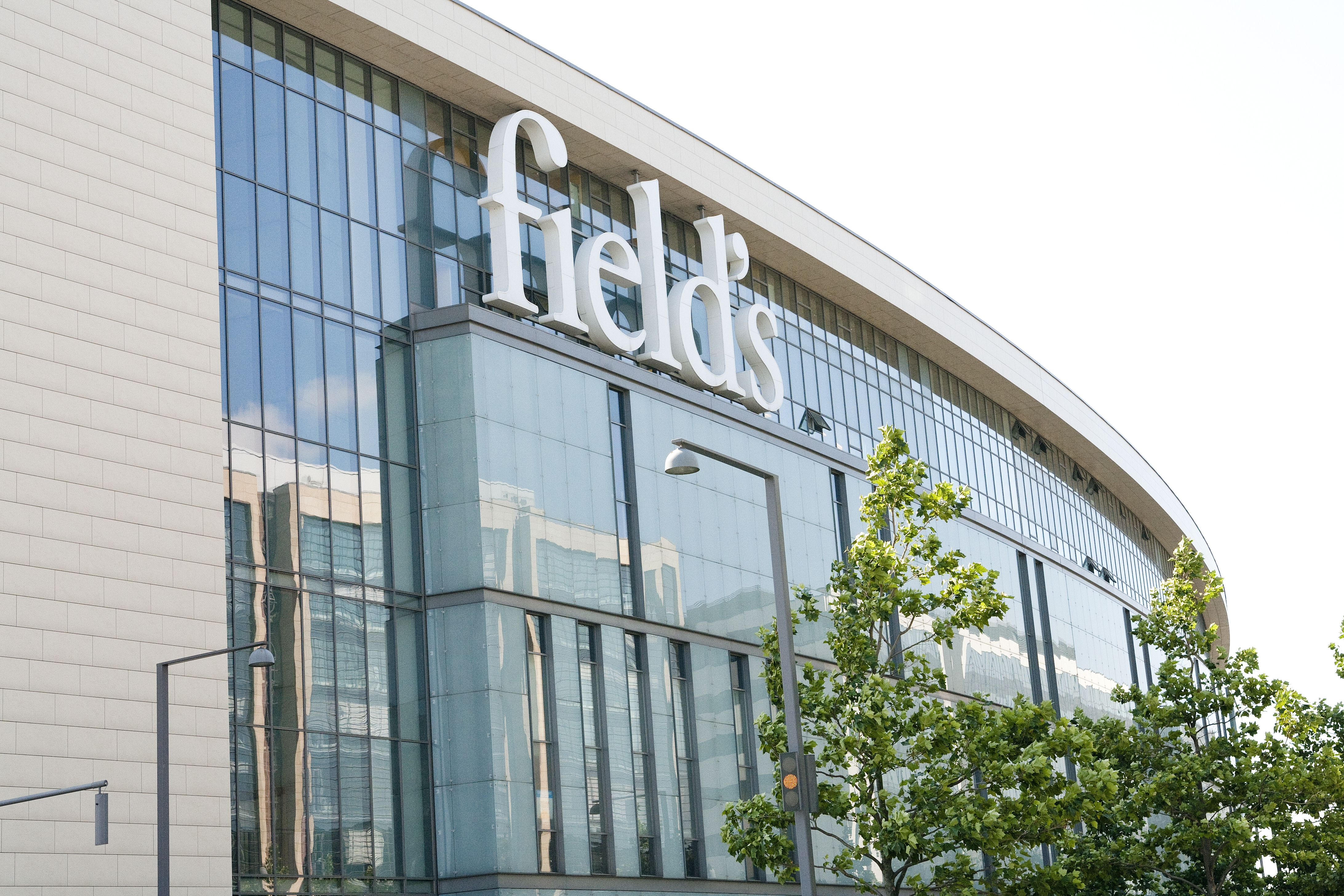

Skjutningen i Field's köpcentrum inträffade den 3 juli 2022 då flera personer i köpcentret Field's på Amager i Köpenhamn sköts till döds. Polisen stängde av de omgivande vägarna och en 22-årig dansk man greps av Köpenhamnspolisen. Vid skjutningen dödades tre personer och flera skadades, varav tre allvarligt. Polisen bedömde dagen efter att attacken sannolikt inte var terrorrelaterad. Den misstänkte var känd av yrkesverksamma inom psykiatrin.
Den brittiske sångaren Harry Styles skulle uppträda samma kväll klockan 20.00 i Royal Arena, mindre än en kilometer från köpcentret. Konserten ställdes in. Harry Styles skrev på Instagram samma dag att han och hans team bad för alla som var inblandade i skottlossningen.

## Händelseförlopp
Den 3 juli 2022, klockan 17:35, fick polisen in en anmälan om en skottlossning på Field's, klockan 17:48 greps den misstänkte gärningsmannen. Tre personer lades in på Rigshospitalets traumacentrum. Klockan 20:05 kallade polisen till en presskonferens med start 20:45. Vid presskonferensen meddelade kommissarie Søren Thomassen att det fanns flera döda och skadade och uppmanade de drabbade att kontakta anhöriga.
Videor av händelsen cirkulerade kontinuerligt på sociala medier.

## Dödsfall
- En 17-årig dansk pojke
- En 17-årig dansk flicka
- En 47-årig man med ryskt medborgarskap men bosatt i Danmark.

Utöver de tre dödade personerna sköts fyra andra personer. Två danska medborgare, en 40-årig kvinna och en 19-årig kvinna, och två svenska medborgare, en 50-årig man och en 16-årig flicka.

## Internationella reaktioner
- Norges statsminister Jonas Gahr Støre skrev på Twitter tankar till hjälparbetarna som "arbetar just nu för att rädda liv och hålla människor säkra"[20].
- Sveriges statsminister Magdalena Andersson skrev bland annat att "Sverige är med Danmark i denna svåra tid. Vi tänker på offren och deras anhöriga", och tillade att hon har erbjudit Mette Frederiksen sitt stöd.[20]
- Islands statsminister Katrín Jakobsdóttir skrev om de "hjärtskärande nyheterna" om liv "som gått förlorade på grund av obegripligt och meningslöst våld"[20].
- Finlands statsminister Sanna Marin sade enligt nyhetsbyrån AFP att hon var mycket "ledsen över att höra talas om det chockerande våldet"[21].
- Kosovos premiärminister Albin Kurti skrev på Twitter: "Kondoleanser till de familjer som har förlorat sina nära och kära. Kosovo står på Danmarks sida."[22]
- USA:s ambassadör i Danmark Alan Leventhal skickade på Twitter sina och sin fru Sherrys tankar till offren och deras familjer "vars liv för alltid förändrats av dagens händelser".[22]